# Kalven (Bømlo)
Ne doit pas être confondu avec Kalven.
Kalven est une île norvégienne du comté de Hordaland appartenant administrativement à Bømlo.

## Description
Rocheuse et désertique, à fleur d'eau, elle s'étend sur environ 350 m de longueur pour une largeur approximative de 290 m.